# 기공 (식물학)

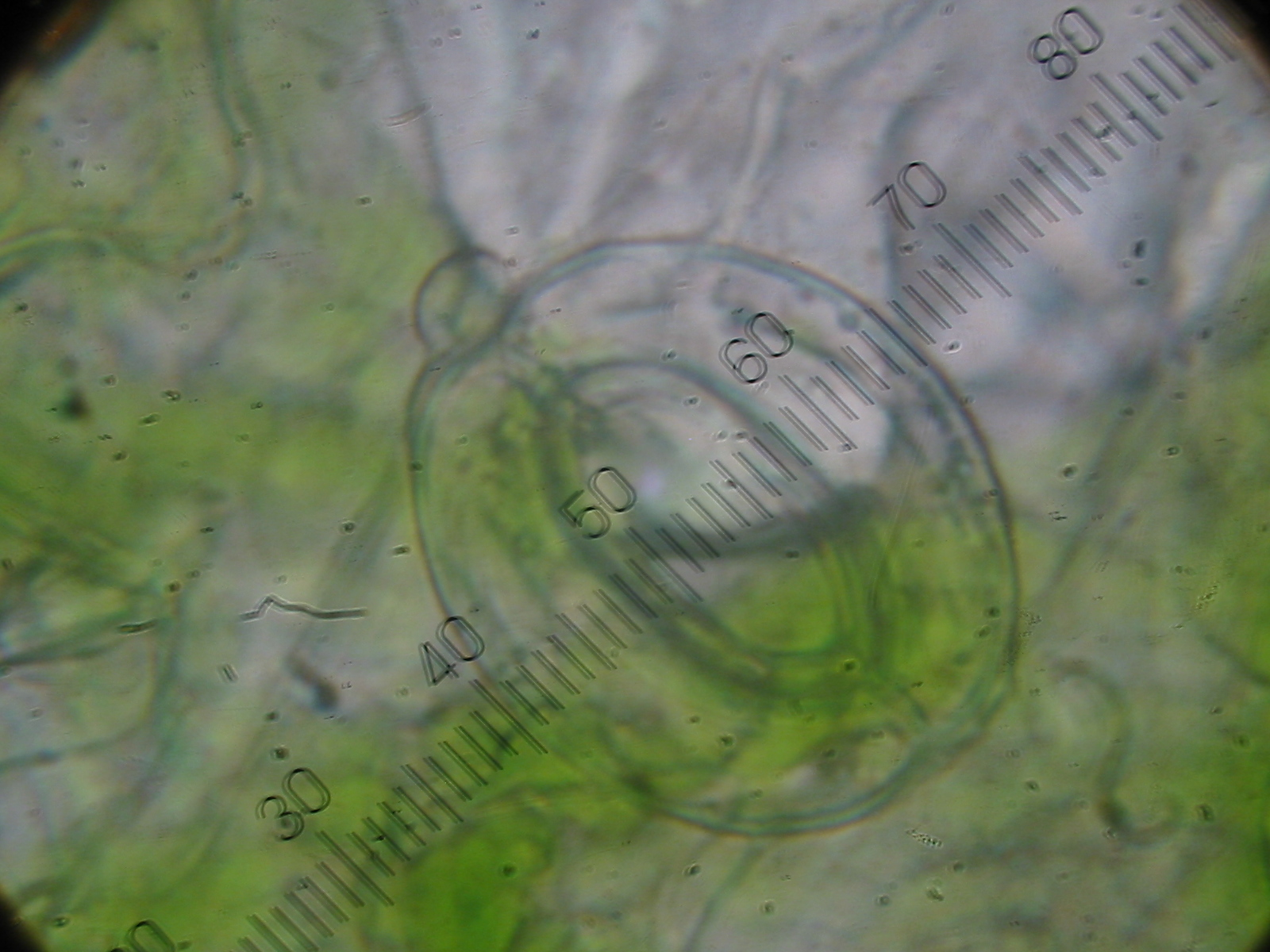
현미경으로 관찰한 기공의 모습

기공(氣孔, Stomata)은 잎의 뒷면과 어린줄기의 표피에 있고 현미경으로만 볼 수 있는 작은 구멍으로 입술 모양으로 생겼다. 기공은 두 개의 공변세포에 의해 생성된 구멍인데, 증산작용에 중요한 통로이다. 공변세포는 두 세포 사이의 간격을 넓히거나 줄이는 형태 변형으로 기공의 지름을 조절한다. 기공에서는 뿌리에서 올라온 물이 잎에서 수증기 상태로 기공을 통해 밖으로 빠져 나가게 하고, 광합성에 필요한 이산화탄소가 기공을 통해 식물체 내로 들어오며, 광합성의 결과로 만들어진 산소가 기공을 통해 빠져나가도록 하는 역할을 맡는다.

## 기공의 개폐의 기작
공변세포는 삼투현상으로 주변 세포에서 물을 받아들일 때 더 부풀게 된다. 대부분의 속씨식물에서 공변세포의 세포벽은 두께가 일정하지 않으며 공변세포가 부풀었을 때 바깥쪽 구부러지는 방향으로 셀룰로오스 미세섬유가 배열되어 있다. 이렇게 바깥쪽으로 휘는 것이 공변세포 사이의 구멍을 크게 만든다. 공변 세포가 물을 잃고 흐물흐물해지면 덜 휘고 기공은 닫히게 된다.

## 기공 개폐의 자극
새벽에 기공이 열리는 데는 최소한 세 개의 시작신호가 있는데 빛, CO2고갈, 공변세포 안의 생체시계가 있다.

### 빛
빛은 공변세포를 자극하여 칼륨이온을 축적하게 하고 부풀어 오르게 한다. 공변세포의 세포막에 있는 청색광 수용체가 빛을 받으면 이런 반응이 시작된다. 수용체의 활성은 공변세포의 세포막에서 양성자 펌프 활성을 자극하여 칼륨이온이 흡수되게 한다.

### CO2고갈
광합성 결과로 잎의 공기층에 CO2가 고갈되면 기공이 열린다. 낮 동안에는 CO2 농도가 감소함에 따라 충분한 물이 잎에 공급된다면 점진적으로 기공을 연다.

### 생체시계
공변세포 안의 생체시계의 신호는 일주기 리듬에 따라 기공 개폐를 계속되게 한다. 이 리듬은 식물이 어두운 곳에 보관되었을 때만 일어난다. 모든 진핵생물은 주기적 생체현상을 제어하는 내부 생체시계를 갖고 있다. 대략 24시간의 간격을 갖는 주기를 일주기성 리듬이라 한다.

## 참고 문헌
- 캠벨 생명과학 9판, Reece, Urry, Cain, Wasserman